# Trimorus productus
Trimorus productus är en stekelart som först beskrevs av Thomson 1859.  Trimorus productus ingår i släktet Trimorus, och familjen gallmyggesteklar. Arten är reproducerande i Sverige.